# Buyo (Côte d'Ivoire)
Pour les articles homonymes, voir Buyo.
Buyo est une localité située au sud-ouest de la Côte d'Ivoire, et appartenant à la région de la Nawa, avec pour chef-lieu de Région soubré. La localité de Buyo est un chef-lieu de département.
Elle est notamment connue pour son barrage.

## Sports
La localité compte un club de football, le AS Gbalet Sport de Buyo qui évolue en championnat National de 3e division.